# イー・ジェー・ツァオ
イー・ジェー・ツァオ（Yee Jee Tso、1975年3月10日 - ）は、カナダの俳優。

## 出演作品
- XIII -サーティーン- シーズン2
- 50/50 フィフティ・フィフティ
- ムーン・パニック
- ブレイド ブラッド・オブ・カソン
- サベイランス　-監視-（テディ・チン）
- ドクター・フー